# تقویت‌کننده آر اف

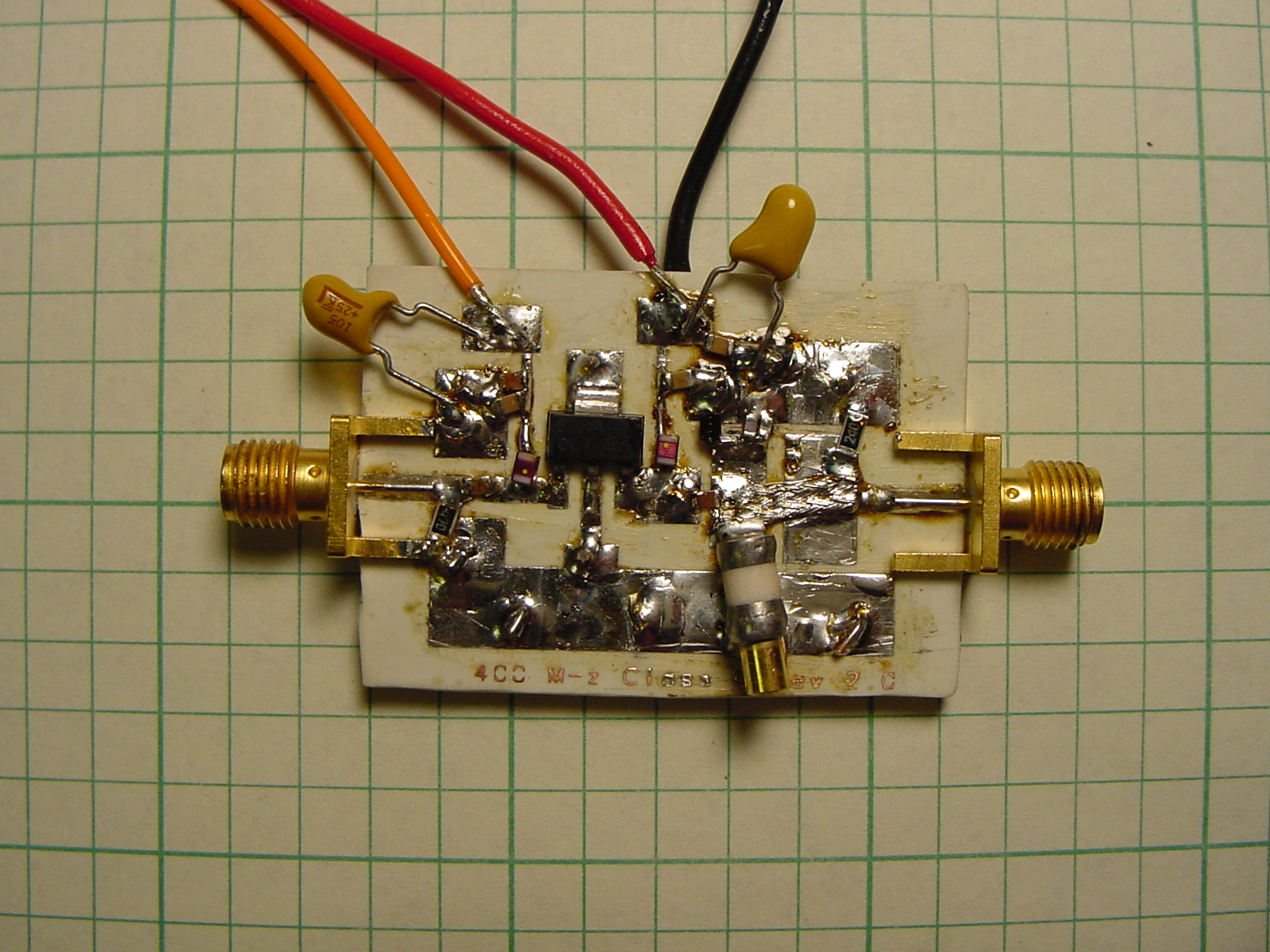
یک تقویت‌کننده آرف.

تقویت‌کننده آراف یا تقویت‌کننده توان فرکانس رادیویی (به انگلیسی: RF power amplifier) نوعی تقویت‌کننده الکترونیکی است در محدوده فرکانس رادیویی که سیگنال فرکانس رادیویی کم توان (RF) را به سیگنال با توان بالاتر تبدیل می کند. به طور معمول، تقویت‌کننده های قدرت آراف در طبقه نهایی یک فرستنده رادیویی استفاده می شود، خروجی آنها آنتن را راه‌اندازی می کند. اهداف طراحی اغلب شامل بهره، توان خروجی، پهنای باند، بازدهی توان، خطسانی (فشردِش سیگنال کم در خروجی نامی)، تطبیق امپدانس ورودی و خروجی، و اتلاف گرمایی است.

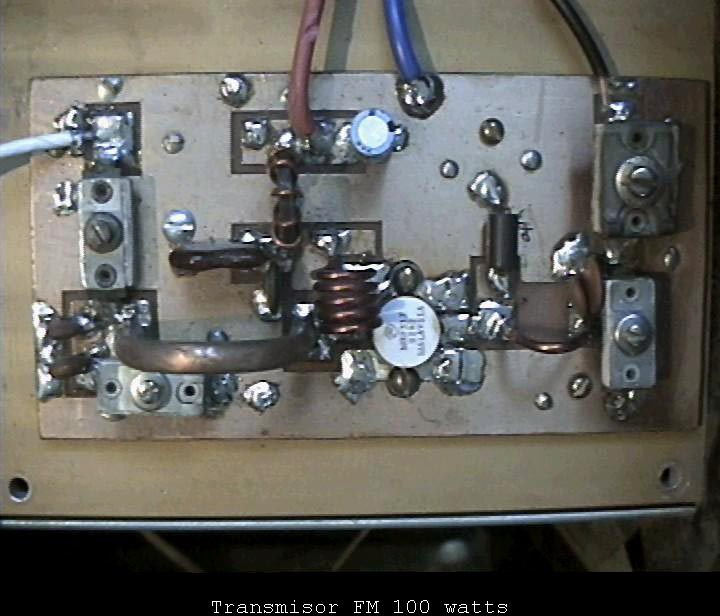
تقویت کننده قدرت وی‌اچ‌اف کلاس سی بر اساس ترانزیستور MRF317